# StarUML
StarUML es una herramienta UML de MKLab. Este software tenía licencia bajo una versión modificada de GNU GPL hasta 2014, cuando se lanzó una versión 2.0.0 reescrita bajo una licencia propietaria.
Después de estar descontinuado por un tiempo, el proyecto tuvo un resurgimento para pasar de Delphi a Java, antes de detenerse nuevamente. Mientras tanto, se creó una bifurcación comunitaria no afiliada con el nombre de WhiteStarUML. En 2014, los desarrolladores originales reescribieron StarUML y lo lanzaron como Shareware bajo una licencia propietaria.
El objetivo declarado del proyecto era reemplazar aplicaciones comerciales más grandes, como Rational Rose y Borland Together .
StarUML es compatible con la mayoría de los tipos de diagramas especificados en UML 2.0. Desde la versión 4.0.0 (29 de octubre de 2020) incluye diagramas de resumen de tiempo e interacción.

## Formatos
StarUML 2.0 usa su propio formato de archivo con la extensión .mdj.

### Importaciones
Puede importar archivos de StarUML 1.0 utilizando formato .uml. También puede importar un fragmento de un .mfj Archivo.

## WhiteStarUML
A finales de 2011, StarUML se bifurcó con el nombre de WhiteStarUML. Aborda varios problemas, en particular los relacionados con el manejo de la versión reciente de Windows y las resoluciones de pantalla modernas. La actualización definitiva se publicó en marzo de 2018.
La última actualización del desarrollador el 4 de abril de 2020. indicó que el desarrollo de WhiteStarUML había cesado. Las razones citadas incluyen la dificultad de trabajar en Delphi, así como la falta de interés de la comunidad en apoyar el desarrollo del proyecto.